# آلین هانسون
آلین هانسون (فرانسوی: Aline Hanson‎; ‏۹ اکتبر ۱۹۴۹ – ۲۹ ژوئن ۲۰۱۷) آموزگار، سیاستمدار اهل فرانسه بود. هانسون در مدرسه عالی نرمال تحصیل نمود. وی بین سال‌های ۱۹۷۴ تا ۲۰۱۷ میلادی فعالیت می‌کرد و در سال ۲۰۱۳ به عنوان اولین زن رئیس‌جمهور مجموعه فرادریایی سنت مارتین برگزیده شد. وی بر اثر بیماری سرطان درگذشت.